# Tram van Adelaide
De tram van Adelaide bestaat sinds 1958 nog uit één ongenummerde hoofdlijn die de stad Adelaide verbindt met de badplaats Glenelg en onderdeel is van het openbaar vervoer in de Australische stad. De normaalsporige lijn is 15 kilometer lang en heeft 33 haltes. Naast de hoofdlijn zijn er op bepaalde tijden twee aanvullende lijnen voor evenementenvervoer en om de drukte voor het gratis vervoer in het centrum op te vangen. De lijnen worden geëxploiteerd door Adelaide Metro.

## Geschiedenis
In 1855, minder dan twintig jaar na de oprichting van de kolonie, reed de eerste paardentram in Zuid-Australië tussen Goolwa en Port Elliot op het schiereiland Fleurieu. In 1878 verscheen de eerste paardentram in Adelaide. Door Municipal Tramways Trust werd op 9 maart 1909 de eerste elektrische tram geopend en groeide het net verder uit tot een lengte van meer 100 km met 300 elektrische motorwagens geëxploiteerd vanuit een vijftal remises (Angas Street, Hackney, Maylands, Prospect en Port Adelaide). In 1938 werd de tramdienst naar Port Adelaide vervangen door een dubbeldekker trolleybus.
Door verminderd vervoer door de opkomst van private vervoermiddelen en een zwaar verlies van £ 313.320 werd in 1952 de beslissing genomen om de lijnen naar Erindale, Burnside en Linden Park om te zetten in een trolleybus. Daarna werden de resterende tramlijnen tot 1958 omgezet in dieselbuslijnen, ook de lijnen naar de badplaatsen Henley Beach en Grange. De lijn naar de zuidelijke badplaats Glenelg bleef echter als enige tramlijn gehandhaafd. De trolleybussen reden uiteindelijk in 1963 voor het laatst. In 1986 kwam er een nieuwe vorm van hoogwaardig openbaar vervoer, de O-Bahn een betonnen geleide busbaan van 12 kilometer lengte van Grenfellstreet in het centrum naar Tea Tree Plaza.

## Glenelglijn

### Spoorlijn
De lijn is van oorsprong een grotendeels enkelsporige spoorlijn die in 1873 door de "Adelaide, Glenelg & Suburban Railway Company Ltd" werd geëxploiteerd als stoomtrein en op straatniveau naar Victoria Square liep. In 1899 werd het bedrijf overgenomen door de door de staat gecontroleerde "South Australian Railways". In 1914 werd de spoorlijn in verband met overlast van de stoomlocomotieven midden in het centrum ingekort tot South Terrace. De passagiers voor het centrum werden verwezen naar de stadstram.

### Tramlijn

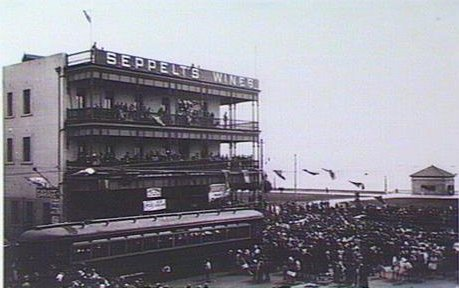
De opening van de Glenelglijn na verbouwing van trein naar tram

De lijn werd overgedragen aan de MTT en in 1929 verbouwd tot tramlijn en daarbij van 1.600 mm omgespoord naar volledig dubbel normaalspoor en geëlectrificeerd. In Adelaide begon de lijn weer bij Victoria Square en reed door de King William Street door de straat en na South Terrace na het verlaten van de stad op eigen baan naar Glenelg waar weer in de straat, de Jetty Road de belangrijkste winkelstraat, wordt gereden. Het eindpunt is aan Moseley Square direct aan de Golf St. Vincent en bij de pier en het strand. Toen in 1958 de laatste lijn van het stadstramnet werd opgeheven bleef de lijn als enige tramlijn bestaan omdat de infrastructuur en het materieel uit 1929 nog lang niet waren versleten. Ook was door de eigen baan een hoge snelheid mogelijk en konden bussen geen alternatief zijn omdat deze vast liepen in het verkeer. Er bestonden plannen om de trambaan te verbouwen tot busbaan maar dat ging niet door evenals een modernisering van het materieel dat toen bijna 30 jaar oud was op een prototype na.
In oktober 2007 werd de lijn met 1,6 kilometer doorgetrokken van Victoria Square door het noordelijke gedeelte van de King William Street, North Terrace naar de Morphettstreet bij het hoofdstation. In maart 2010 volgde een verlenging van 2,8 kilometer via Port Road naar het Adelaide Entertainment Centre. In oktober 2018 werd een aftakking langs het oostelijke uiteinde van North Terrace naar Botanic Gardens geopend. In zowel het centrum van Adelaide als in het centrum van Glenelg is de tram gratis.

## Materieel
In 1929 werden 30 forse vierassige Type-H trams (351-380) aangeschaft, met stalen frame, houten opbouw en trolleystang. De trams vertoonde veel gelijkenis met Amerikaanse interurbans. Op de drukste tijden werd in dubbeltractie en soms in treinen van drie trams gereden.
Er waren plannen voor nieuw materieel en in 1956 verscheen een prototype-H1 (381) maar er volgde geen verdere bestelling. De wagen heeft nauwelijks in dienst gereden en stond meertijds buiten dienst en maakte daarna deel uit van het museumbestand. Plannen in 1972 voor nieuw materieel ter vervanging van de toen meer dan 40 jaar oude H-wagens vonden geen doorgang. Hierdoor bleven de
H-wagens tot 2006 het beeld bepalen en zijn ruim 75 jaar in dienst gebleven. In 1986 kregen de wagens een pantograaf met één been in samenhang met de verhuizing van de remise van Adelaide naar de Glengowrie.
In 2006 kwam er nieuw materieel, Bombardier bouwde eerst 11 nieuwe Flexity Classictrams (101-111) gelijk aan het type S in Frankfurt am Main. Tijdens het transport op zee beschadigde een wagen (103) waarna Bombardier een nieuwe wagen leverde, in 2011-12 volgde een aanvulling van vier stuks. Ter uitbreiding van het wagenpark werden 6 Citadis 302 trams in 2009 van Madrid overgenomen die daar overbodig waren (serie 200-206). Drie stuks werden hiervan in 2017 nageleverd. Van de oude H-wagens werden 5 wagens (351, 367, 370, 374 en 380) bewaard voor speciale gelegenheden.